# Zvezni urad za spomenike Avstrije
Zvezni urad za spomenike (BDA; nemško Bundesdenkmalamt) je oddelek zveznega kanclerja, ki je odgovoren za kulturno dediščino v Avstriji.

## Zgodovina
BDA je bila ustanovljena leta 1853 pod cesarjem Francem Jožefom I. kot osrednja komisija za ohranjanje narodne dediščine. Njene naloge so ohranjanje, restavriranje in katalogizacija nepremične kulturne dediščine. BDA spremlja tudi izvozne določbe avstrijskega spomeniškovarstvenega zakona za premično kulturno dediščino. Urad je razdeljen na en centralni urad in devet deželna okrožja ohranjanj v glavnih mestih zveznih dežel. Na voljo so jim naslednji osrednji oddelki:
- Zgodovinske stavbe
- vrtna arhitektura (ohranjanje zgodovinskih vrtov in zgodovinski parki)
- Obnovljene delavnice Baudenkmalpflege
- industrijska dediščina (zgodovinske tovarne)
- Izvozna dovoljenja za kulturno dediščino
- Arheološka najdišča
- Seznami dediščine
- Inventar in Heritage Studies (izdajatelj priročnika Georg Dehio)
- "Zvočni spomeniki" (cerkveni zvonovi in orgle)
- Muzeji in knjižnice (razen narodnih muzejev)
- Pravne zadeve (zaščitno pravo)
- umetniške restavratorske delavnice in sicer: Centralni kemijski laboratorij Zveznega urada za spomenike pri dunajskem Arsenalu [1] in arhitekturno-konservatorsko restavratorska delavnica v Kartuziji Mauerbach.[2]

## Vrnitev umetnin in premoženja
BDA je odgovorna tudi za vračilo okoli 8000 predmetov in izropanih umetnin, ki jih je Avstrija v času nacionalsocializma pridobila z zvijačo. Ker so bili prvotni lastniki in vsi njihovi sorodniki pogosto pobiti med holokavstom, je restitucija potekala na način dražb v korist judovske skupnosti ali za plačilo materialne restitucije uničenega premoženja, kot v primeru judovskega pokopališča v Währingu. Avstrija je najprej naredila malo za obnovitev lastnine poškodovanemu lastniku, vendar je bila v poznih 1940-ih in 1950-ih pod pritiskom, da si je v skladu z Moskovsko deklaracijo bolj prizadevala. Ker se je dostop do arhivov sčasoma odpiral za raziskovanje porekla, so novi namigi in podrobnosti, kot so nalepke na hrbtni strani licitiranih predmetov, ki so bili fotografirani, privedli do odkritja lastnikov, ki jih prej ni bilo mogoče najti. Nabor takšnih rezultatov je bil objavljen v začetku decembra 2008 in razstavljen v Muzeju uporabne umetnosti na Dunaju.

## Periodika
- Avstrijska revija za umetnost in ohranjanje zgodovine. Verlag F. Berger, 1947ff, ISSN 0029-9626 (četrtletnik).
- Letna revija Restavratorjev.
- Študije o ohranjanju in zgodovinski zaščiti. Verlag F. Berger (neredne).
- Avstrijska umetniška topografija. Verlag F. Berger, 1907ff (neredne objave).
- Oddelek za naravne spomenike, Hofburg (eds): Poročila sklada iz Avstrije . Verlag F. Berger, 1920ff, ISSN 0429-8926 (letno, kot tudi specifikacije materiala in posebni zvezki).
- Theodor Brückler, Ulrike Nimeth; Zvezni urad za spomenike (ed.): Personenlexikon zur Österreichischen Denkmalpflege 1850 do 1990 - 2002. Verlag F. Berger, Dunaj 2001, ISBN 978-3-85028-344-1 .